# Alina Reh
Alina Reh (* 23. Mai 1997 in Laichingen) ist eine deutsche Leichtathletin, die sich auf Langstrecken- wie 10-km-Straßen- und Halbmarathonläufe spezialisiert hat und auch Crossläufe absolviert. Lag ihr Fokus in der Jugend noch auf der 3000-Meter-Distanz, konzentriert sie sich mittlerweile auf die 5000 und 10.000 Meter.

## Berufsweg
Reh machte 2015 am Albert-Schweitzer-Gymnasium in Laichingen ihr Abitur. Da ihre Eltern einen Supermarkt in Laichingen betreiben, half sie seit klein auf mit. Infolgedessen schloss sie eine Abiturientenausbildung zur Einzelhandelskauffrau ab und möchte sich mit einem BA-Studium in diesem Bereich weiterbilden.

## Sportliche Karriere
Alina Reh betrieb anfänglich keine „klassische“ Leichtathletik, sondern begann direkt mit dem Laufsport. Sie begleitete bereits als Siebenjährige ihre für einen Marathon trainierende Mutter, zunächst nur auf dem Fahrrad, fing dann aber selbst mit dem Laufen an. Wenig später nahm sie an ersten Schülerläufen teil und gewann mit zehn Jahren in Sonthofen ihr erstes Rennen.
Trotz ihrer überragenden Ausdauerfähigkeiten fiel Reh bei einer Talentsichtung aus dem Raster, unter anderem weil sie noch Defizite im Kraft- und Sprintbereich aufwies.
2012, 15-jährig, wurde Reh Deutsche U18-Vizemeisterin im 3000-Meter-Lauf. 2013 konnte sie sich auf der gleichen Distanz Deutsche U18-Meisterin nennen, als auch Deutsche U18-Crosslaufmeisterin sowie Deutsche U20-Meisterin über 5000 Meter. International kam Reh bei den U18-Jugendweltmeisterschaften in Donezk im 3000-Meter-Lauf auf den fünften Platz. Bei den Crosslauf-Europameisterschaften belegte sie in der U20-Klasse mit der Mannschaft den dritten, in der Einzelwertung den fünften Platz.
2014 war Reh erneut Deutsche U18-Meisterin auf den 3000 Metern und Deutsche U18-Crosslaufmeisterin als auch Deutsche U20-Meisterin über die 5000 Meter. International holte sie bei den Olympischen Jugend-Sommerspielen die Silbermedaille im 3000-Meter-Lauf und kam bei den Crosslauf-Europameisterschaften in der U20-Klasse mit der Mannschaft auf den dritten, und in der Einzelwertung auf den vierten Platz. Am Ende des Jahres standen drei deutsche Bestleistungen zu Buche: Deutscher U20-Rekord über 5000 Meter (15:55,82 min), deutsche U18-Bestleistungen über 3000 Meter (9:05,07 min) und beim Grand 10 Berlin über 10 km (33:32 min).
Im Juli 2015 gewann Reh bei den U20-Europameisterschaften im schwedischen Eskilstuna die Titel über 3000 und 5000 Meter.
Eine Woche später wurde sie Deutsche U20-Meisterin im 5000-Meter-Lauf. Am 13. Dezember errang sie bei den Crosslauf-Europameisterschaften 2015 in der Altersgruppe der Juniorinnen die Bronzemedaille. In der Teamwertung gewann sie mit der deutschen Mannschaft Gold.
2016 war geprägt durch eine Fußverletzung und einen Trainerwechsel. Dennoch konnte Reh bei den U20-Weltmeisterschaften in Bydgoszcz (Polen) mit Rang neun über 5000 Meter und einem zu diesem Zeitpunkt neuen deutschen U20-Rekord (15:41,62 min) einen Achtungserfolg erzielen und auch wieder Deutsche U20-Meisterin im 5000-Meter-Lauf werden.
2017 wurde Reh in Leipzig über 3000 Meter mit persönlicher Bestleistung Deutsche Hallenmeisterin in 8:53,56 min und qualifizierte sich für die Halleneuropameisterschaften in Belgrad. Dort belegte sie den achten Platz. Die Freiluftsaison begann sie beim Berliner Läufermeeting Ende April mit einer neuen 5000-Meter-Bestzeit und der Norm für die Weltmeisterschaften 2017 in London. In 15:16,39 min steigerte sie ihre Bestzeit um rund 25 Sekunden. Im nordfranzösischen Lille wurde Reh Team-Europameisterin, wozu sie durch einen dritten Platz beim 5000-Meter-Lauf beitrug.
Anfang Juli 2017 nahm sie an den U23-Europameisterschaften im polnischen Bydgoszcz teil und musste sich dabei über 5000 Meter nur der Türkin Yasemin Can geschlagen geben, die unangefochten mit neuem Meisterschaftsrekord gewann.
Zum Saisonende unterbot Reh beim Einstein-Marathon in Ulm am 17. September mit 1:11:21 h den von Sonja Oberem seit 1995 gehaltenen U23-Rekord im Halbmarathon um 21 Sekunden und ließ dabei auch das gesamte Starterfeld der Männer hinter sich. Am 8. Oktober 2017 verbesserte sie bei „Great 10k“ in Berlin in 31:38 min den deutschen U23-Rekord im 10-km-Straßenlauf von Kathrin Ullrich aus dem Jahr 1989 um 23 Sekunden und ihre eigene Bestleistung um 89 Sekunden.
Als einzige Deutsche lief bisher nur Irina Mikitenko im Jahr 2008 schneller.
Bei den Crosslauf-Europameisterschaften in Šamorín siegte sie im U23-Rennen und erreichte zusammen mit Konstanze Klosterhalfen und Anna Gehring den zweiten Platz in der Mannschaftswertung.
2018 kam Reh nach längerer Verletzungspause bei den Deutschen Hallenmeisterschaften in Dortmund mit einer Zeit von 9:02,42 min über die 3000 Meter auf den vierten Platz. Bei den Deutschen Crosslauf-Meisterschaften in Ohrdruf wurde sie Vizemeisterin und siegte in der U23-Wertung.
Ab Mitte April musste Reh wegen eines Ermüdungsbruchs im rechten Wadenbein eine Zwangspause einlegen.
Bei den Europameisterschaften in Berlin wurde sie über 10.000 Meter nach Disqualifikation der ursprünglichen Drittplatzierten Meraf Bahta (SWE) Dritte in 32:28,42 min. Am 2. September 2018 wurde sie in Bremen Deutsche Meisterin im Straßenlauf über 10 km in 32:23 min.
2019 erreichte Reh bei den Halleneuropameisterschaften in Glasgow über 3000 Meter den vierten Platz. Im Sommer siegte sie bei den U23-Europameisterhaften in Gävle über 10.000 Meter vor Miriam Dattke, über 5000 Meter gewann sie Silber hinter der Dänin Anna Emilie Møller.
2020 verzichtete sie auf einen Start bei den Deutschen Hallenmeisterschaften in Leipzig. In der wegen der COVID-19-Pandemie verspätet gestarteten Freiluftsaison wurde sie in Braunschweig am 9. August über 5000 Meter in 16:08,33 min Deutsche Meisterin.
Bei den Crosslauf-Europameisterschaften 2021 holte sie in der Einzelwertung die Bronze- und in der Teamwertung (mit Céline Kaiser, Konstanze Klosterhalfen, Domenika Mayer und Vera Coutellier) die Silbermedaille für Deutschland.
Ende 2021 erkrankte sie an einer Herzmuskelentzündung und musste das Training monatelang aussetzen. Im Juni 2022 war sie so weit genesen, dass sie in Oslo die WM-Norm über 5000 Meter schaffte. Im Januar 2023 machte sie ihre Herzmuskelentzündung als Impfschaden öffentlich. Bei den Weltmeisterschaften in Eugene im Juli schied sie im Vorlauf aus. Bei den Europameisterschaften in München im August musste sie mit Bauchkrämpfen aufgeben.
2023 belegte Reh beim Sevilla-Halbmarathon mit einer neuen Bestzeit von 1:08:42 h hinter Betsy Saina den zweiten Platz. Damit reihte sie sich auf Platz vier in der ewigen deutschen Bestenliste ein.

## Vereinszugehörigkeiten und Trainer
Alina Reh startet seit 1. Januar 2021 für den SCC Berlin. Ursprünglich war sie im TSV Laichingen aktiv und startete anschließend bis 2015 für den TSV Erbach. Ihr Trainer war  Michael Schwenkedel. Mit Jahresbeginn 2016 wechselte sie zum SSV Ulm 1846. Hier wurde sie zunächst von Wieland Pokorny trainiert, bevor sie Mitte der Saison zu dem ehemaligen Marathonläufer Jürgen Austin-Kerl wechselte. Zwischen Januar 2020 und August 2021 wurde Reh von André Höhne trainiert, der sie auch beim SCC Berlin betreute. Im Sommer 2021 kehrte sie zu Austin-Kerl zurück. Nach den Europameisterschaften 2022 in München schloss sich Reh infolge Motivationslosigkeit im September der Trainingsgruppe von Isabelle Baumann in Tübingen an, der unter anderem auch Hanna Klein angehört.
Zum 1. Januar 2025 kehrte Alina Reh unter dem Trainer Thorben Dietz zum SSV Ulm 1846 zurück.

## Persönliche Bestleistungen
(Stand: 29. Januar 2023)
Halle

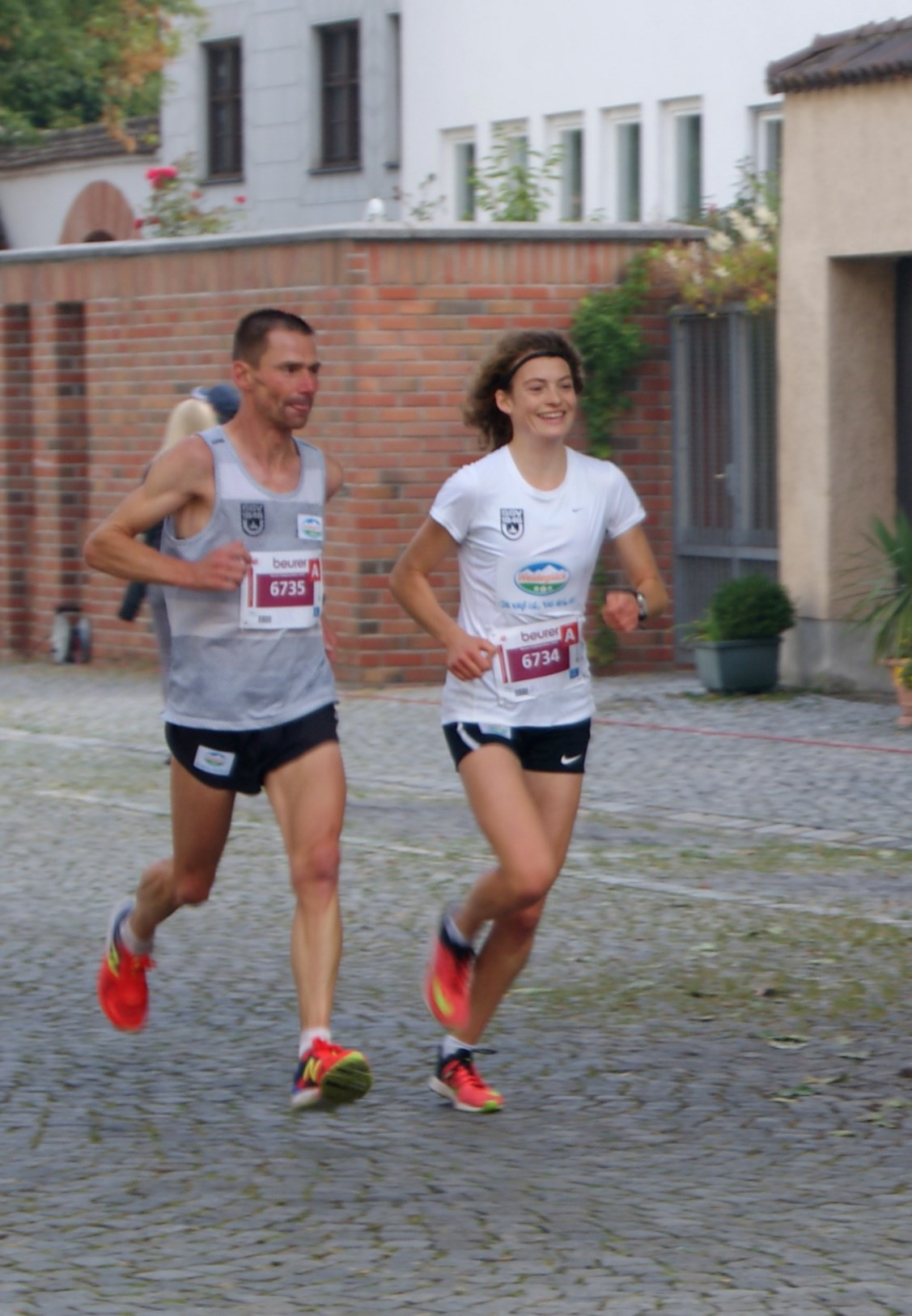
Alina Reh mit ihrem Trainer Jürgen Austin-Kerl beim Einstein-Marathon in Ulm 2016.

- 1500 Meter: 4:13,71 min, Dortmund, 27. Januar 2019
- 3000 Meter: 8:39,45 min, Glasgow, 1. März 2019

Freiluft
- 800 Meter: 2:14,03 min, Rechberghausen, 29. Mai 2016
- 1500 Meter: 4:13,11 min, Bietigheim, 26. Juli 2017 (nicht offiziell, da Mixed-Lauf)
- 1 Meile: 4:35,20 min, Leverkusen, 16. August 2020
- 3000 Meter: 8:48,05 min, Pliezhausen, 12. Mai 2019 (nicht offiziell, da Mixed-Lauf)
- 5000 Meter: 15:04,10 min, Stockholm, 30. Mai 2019
- 10.000 Meter: 31:19,87 min, Essen, 8. Juni 2019
- 5-km-Straßenlauf: 15:22 min, Berlin, 12. Juli 2020
- 10-km-Straßenlauf: 31:23 min, Berlin, 14. Oktober 2018
- Halbmarathon: 1:08:42 h, Sevilla, 29. Januar 2023

## Auszeichnungen
- 2014 und 2015: Jugend-Leichtathletin des Jahres
- 2017: „Ass des Monats September“ bei leichtathletik.de/DLV[18]
- 2017: Von German Road Races (GRR) zur „Straßenläuferin des Jahres“ gekürt.[19]

## Erfolge
national
- 2012: Deutsche U18-Vizemeisterin (3000 m)
- 2013: Deutsche U18-Meisterin (3000 m)
- 2013: Deutsche U20-Meisterin (5000 m)
- 2013: Deutsche U18-Crosslaufmeisterin (4600 m)
- 2014: Deutsche U18-Meisterin (3000 m)
- 2014: Deutsche U20-Meisterin (5000 m)
- 2014: Deutsche U18-Crosslaufmeisterin (4360 m)
- 2015: 3. Platz Deutsche Hallenmeisterschaften (3000 m)
- 2015: Deutsche U20-Crosslaufmeisterin (4400 m)
- 2015: Deutsche Meisterin (5000 m)
- 2015: Deutsche U20-Meisterin (3000 m)
- 2015: Deutsche U23-Meisterin (10 km Straße)
- 2015: 3. Platz Deutsche Meisterschaften (10 km Straße)
- 2016: Deutsche Hallenvizemeisterin (3000 m)
- 2016: Deutsche U20-Meisterin (1500 und 3000 m)
- 2016: Deutsche U20-Meisterin (5000 m)
- 2017: Deutsche Hallenmeisterin (3000 m)
- 2017: Deutsche Crosslaufmeisterin (5,84 km)
- 2018: 4. Platz Deutsche Hallenmeisterschaften (3000 m)
- 2018: Deutsche Crosslauf-Vizemeisterin (5,2 km)
- 2018: Deutsche Vizemeisterin (5000 m)
- 2018: Deutsche Meisterin (10 km Straße)
- 2019: Deutsche Hallenvizemeisterin (3000 m)
- 2019: Deutsche Meisterin (10.000 m)
- 2019: Deutsche Vizemeisterin (5000 m)
- 2020: Deutsche Meisterin (5000 m)

international
- 2013: 5. Platz U18-Jugendweltmeisterschaften (3000 m)
- 2013: 3. Platz Crosslauf-Europameisterschaften (U20-Mannschaft)
- 2013: 5. Platz Crosslauf-Europameisterschaften (U20-Einzel)
- 2014: 2. Platz Olympische Jugend-Sommerspiele 2014 (3000 m)
- 2014: 3. Platz Crosslauf-Europameisterschaften (U20-Mannschaft)
- 2014: 4. Platz Crosslauf-Europameisterschaften (U20-Einzel)
- 2015: Junioreneuropameisterin (3000 und 5000 m)
- 2015: Crosslauf-Europameisterin (U20-Mannschaft)
- 2015: 3. Platz Crosslauf-Europameisterschaften (U20-Einzel)
- 2016: 9. Platz U20-Weltmeisterschaften (5000 m)
- 2016: Crosslauf-Vizeeuropameisterin (U20-Mannschaft)
- 2016: 4. Platz Crosslauf-Europameisterschaften (U20-Einzel)
- 2017: 8. Platz Halleneuropameisterschaften (3000 m)
- 2017: Team-Europameisterin
- 2017: 3. Platz Team-Europameisterschaft (5000 m)
- 2017: Crosslauf-Europameisterin (U23)
- 2017: Crosslauf-Vizeeuropameisterin (U23-Mannschaft)
- 2018: 3. Platz Europameisterschaften (10.000 m)
- 2019: 4. Platz Halleneuropameisterschaften (3000 m)